# Pararenopontia
Pararenopontia är ett släkte av kräftdjur som beskrevs av Bodiou och Colomines 1986. Pararenopontia ingår i familjen Arenopontiidae.
Släktet innehåller bara arten Pararenopontia breviarticulata.